# Votations fédérales de 2003 en Suisse
Onze votations fédérales ont été organisées en 2003 en Suisse  les 9 février et 18 mai.

## Mois de février
Le 9 février 2003, deux objets sont soumis à la votation.
1. Le référendum obligatoire sur l'arrêté fédéral du 4 octobre 2002 relatif à la révision des droits populaires.
2. Le référendum facultatif sur la Loi fédérale du 21 juin 2002 sur l’adaptation des participations cantonales aux coûts des traitements hospitaliers dispensés dans le canton selon la loi fédérale sur l’assurance-maladie.

### Résultats
| Question                 | Pour      | Pour | Contre  | Contre | Blancs | Nuls  | Total     | Inscrits  | Partici- pation | Cantons pour | Cantons pour | Cantons contre | Cantons contre |
| Question                 | Votes     | %    | Votes   | %      | Blancs | Nuls  | Total     | Inscrits  | Partici- pation | Entiers      | Demi         | Entiers        | Demi           |
| ------------------------ | --------- | ---- | ------- | ------ | ------ | ----- | --------- | --------- | --------------- | ------------ | ------------ | -------------- | -------------- |
| Droits populaires        | 934 005   | 70,4 | 393 638 | 29,6   | 31 216 | 6 658 | 1 365 517 | 4 758 285 | 28,69           | 20           | 6            | 0              | 0              |
| Traitements hospitaliers | 1 028 673 | 77,4 | 301 128 | 22,6   | 28 735 | 6 818 | 1 365 354 | 4 758 285 | 28,69           |              |              |                |                |

## Mois de mai
Le 18 mai 2003, neuf objets sont soumis à la votation.
1. Le référendum facultatif sur la modification du 4 octobre 2002 de la Loi fédérale sur l'armée et l'administration militaire (Loi sur l'armée, LAAM).
2. Le référendum facultatif sur la Loi fédérale du 4 octobre 2002 sur la protection de la population et sur la protection civile (LPPCi).
3. L’initiative populaire du 14 mars 1997 « Pour des loyers loyaux ».
4. L’initiative populaire du 1er mai 1998 « Pour un dimanche sans voitures par saison - un essai limité à quatre ans ».
5. L’initiative populaire du 9 juin 1999 « La santé à un prix abordable ».
6. L’initiative populaire du 14 juin 1999 « Droits égaux pour les personnes handicapées ».
7. L’initiative populaire du 28 septembre 1999 « Sortir du nucléaire - Pour un tournant dans le domaine de l'énergie et pour la désaffectation progressive des centrales nucléaires ».
8. L’initiative populaire du 28 septembre 1999 « Moratoire-plus - Pour la prolongation du moratoire dans la construction de centrales nucléaires et la limitation du risque nucléaire ».
9. L’initiative populaire du 14 octobre 1999 « Pour une offre appropriée en matière de formation professionnelle ».

### Résultats
| Question                     | Pour      | Pour | Contre    | Contre | Blancs | Nuls   | Total     | Inscrits  | Partici- pation | Cantons pour | Cantons pour | Cantons contre | Cantons contre |
| Question                     | Votes     | %    | Votes     | %      | Blancs | Nuls   | Total     | Inscrits  | Partici- pation | Entiers      | Demi         | Entiers        | Demi           |
| ---------------------------- | --------- | ---- | --------- | ------ | ------ | ------ | --------- | --------- | --------------- | ------------ | ------------ | -------------- | -------------- |
| Loi sur l'armée              | 1 718 452 | 76,0 | 541 577   | 24,0   | 90 232 | 11 121 | 2 361 382 | 4 764 888 | 49,55           |              |              |                |                |
| Loi sur la protection civile | 1 829 339 | 80,6 | 441 498   | 19,4   | 77 179 | 10 861 | 2 358 877 | 4 764 888 | 49,50           |              |              |                |                |
| Loyers loyaux                | 749 388   | 32,7 | 1 540 401 | 67,3   | 61 997 | 10 731 | 2 362 517 | 4 764 888 | 49,58           | 1            | 0            | 19             | 6              |
| Dimanche sans voitures       | 881 953   | 37,6 | 1 460 794 | 62,4   | 20 247 | 10 193 | 2 373 187 | 4 764 888 | 49,80           | 0            | 0            | 20             | 6              |
| Santé à prix abordable       | 625 073   | 27,1 | 1 685 694 | 72,9   | 48 813 | 10 577 | 2 367 157 | 4 764 888 | 49,67           | 0            | 0            | 20             | 6              |
| Droits des handicapés        | 870 249   | 37,7 | 1 439 893 | 62,3   | 47 178 | 10 563 | 2 367 883 | 4 764 888 | 49,69           | 3            | 0            | 17             | 6              |
| Sortir du nucléaire          | 783 586   | 33,7 | 1 540 566 | 66,3   | 34 412 | 10 538 | 2 369 102 | 4 764 888 | 49,71           | 0            | 1            | 20             | 5              |
| Moratoire-plus               | 955 624   | 41,6 | 1 341 673 | 58,4   | 54 914 | 10 864 | 2 363 075 | 4 764 888 | 49,59           | 0            | 2            | 20             | 4              |
| Formation professionnelle    | 722 931   | 31,6 | 1 564 325 | 68,4   | 63 596 | 10 731 | 2 361 583 | 4 764 888 | 49,56           | 0            | 0            | 20             | 6              |